# Бигова
Бигова (на сръбски: Бигова) е село в Черна гора, разположено в община Котор. Населението му според преброяването през 2011 г. е 101 души, от тях: 83 (82,17 %) сърби, 9 (8,91 %) черногорци.

## Население
Численост на населението според преброяванията през годините:
- 1948 – 245 души
- 1953 – 214 души
- 1961 – 194 души
- 1971 – 192 души
- 1981 – 132 души
- 1991 – 55 души
- 2003 – 114 души
- 2011 – 101 души